# Veronica Gambara

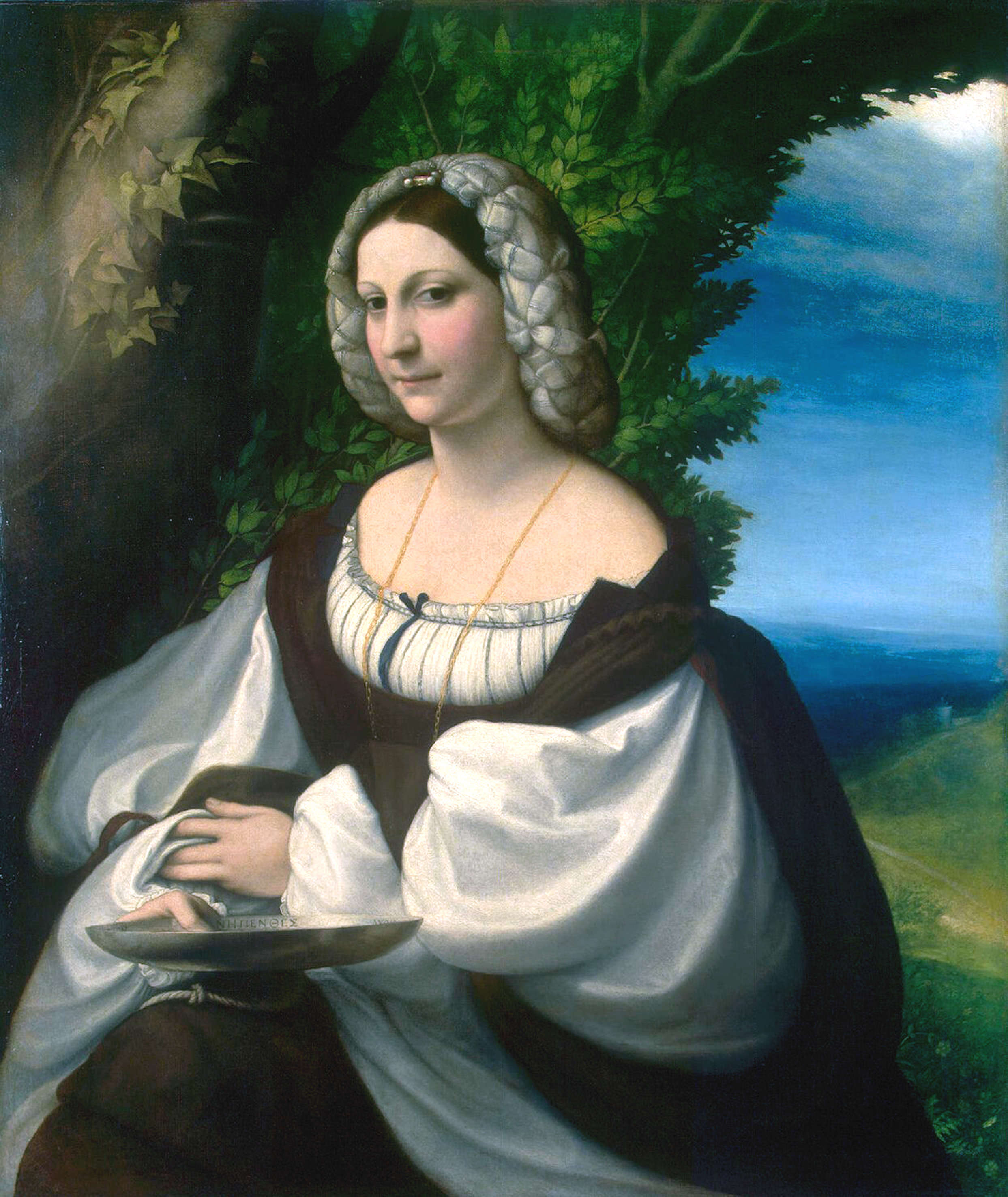
Målning av Antonio da Correggio omkring 1517–1520 som kan föreställa Veronica Gambara.

Veronica Gambara, född 30 november 1485 i Pralboino, närheten av Brescia, död 13 januari 1550, var en italiensk poet och politiker (regerande grevinna av Corregio från 1518). Hon blev 1509 gift med grevedömet Correggios härskare Giberto; efter makens död 1518 bar hon sorgdräkt under återstoden av sitt liv. 
Gambara fick en omsorgsfull, lärd uppfostran. Hennes dikter var till största delen sonetter och utmärkta för öm känsla, fint skönhetssinne samt en ren och ädel stil. De har utgivits under titeln Rime e lettere di Veronica Gambara (1759; ny utgåva 1879). Förut outgivna brev och dikter utkom 1889 och 1890.